# Dienares
De dienares (Dysauxes ancilla) is een nachtvlinder uit de familie van de spinneruilen (Erebidae) en de onderfamilie van de beervlinders (Arctiinae).
De voorvleugellengte bedraagt ongeveer 12 millimeter. De voorvleugel is bruin, met drie doorzichtige vlekken. De achtervleugel bij het vrouwtje is oker met een bruine rand, bij het mannetje bruin met een doorzichtige vlek.

## Waardplanten
De dienares heeft als waardplanten korstmossen en soms lage planten.

## Voorkomen
De soort komt verspreid over Zuid- en Centraal-Europa, Klein-Azië en de Kaukasus voor. De vliegtijd is juli en augustus.

### Voorkomen in Nederland en België
Van de dienares is één Nederlandse waarneming bekend uit 1973 in Noord-Limburg. In België is het een zeer zeldzame soort uit de drie zuidelijke provincies.